# Метаборит
Метабори́т (рос. метаборит; англ. metaborite; нім. Metaborit m) — мінерал, метаборна кислота каркасної будови — HBO2.

## Склад і властивості
Склад у %: B2O3 — 79,46; H2O — 20,54.
Сингонія кубічна.
Утворює кристали розміром до 1 см.
Густина 2,47.
Твердість 5.
Безбарвний, іноді коричнювато-сірий, коричневий.
Ізотропний.
Встановлений у керні з соляних порід (у кам'яній солі, яка містить ангідрит і борати) — соляні поклади Аксаю (Казахстан).
Від мета… й назви хім. елемента бору (В. В. Лобанова, Н. П. Аврова, 1964).